# 普茨克
普茨克（德语：Putzig，普齐希）是波兰滨海省的一个镇，位于波罗的海普茨克湾畔。

## 友好城市
- 波兰切申
- 德国施泰因
- 德国孔茨
- 法国盖雷